# Mount Jackling
Mount Jackling ist ein Berg in der antarktischen Ross Dependency. Auf der Edward-VII-Halbinsel ragt er in den Rockefeller Mountains 1,5 km südlich des Mount Frazier auf.
Entdeckt wurde er am 27. Januar 1929 während eines Überfluges bei der ersten Antarktisexpedition (1928–1930) des US-amerikanischen Polarforschers Richard Evelyn Byrd. Seinen Namen erhielt er bei der ebenfalls von Byrd geleiteten United States Antarctic Service Expedition (1939–1941). Der Benennungshintergrund ist nicht überliefert.